# Rhopalophora longipes
Rhopalophora longipes es una especie de escarabajo longicornio del género Rhopalophora, categorizada en la tribu Rhopalophorini, de la subfamilia Cerambycinae. Fue descrita por Say en 1824.
Mide 4,5-9 mm de longitud. Se distribuye por Canadá y Estados Unidos.